# Arctides guineensis
Arctides guineensis е вид ракообразно от семейство Scyllaridae.

## Разпространение
Видът е разпространен в Американски Вирджински острови, Антигуа и Барбуда, Бахамски острови, Бермудски острови, Гваделупа, Доминика, Мартиника, Пуерто Рико, САЩ (Джорджия, Северна Каролина, Флорида и Южна Каролина) и Сейнт Китс и Невис.